# The Day After
The Day After és una pel·lícula muda de Biograph Company, dirigida per D. W. Griffith i protagonitzada per Blanche Sweet i Marion Leonard, entre d'altres. La pel·lícula, que explica una història que es desenvolupa durant la festa de cap d'any, es va estrenar oportunament el 30 de desembre de 1909. La Biblioteca del Congrés dels Estats Units guarda una còpia de la pel·lícula.

## Argument
El senyor i la senyora Hilton decideixen donar una festa de cap d'any. Els dos prenen com a propòsit del nou any que han de controlar el que beguin. Els convidats van arribant, cada parella vestida de manera que representa un mes de l'any i observen com el vell any ja es va acomiadant. A mesura que arriba l'any nou i es desenvolupa la festa però prenen una copa de ponx per acompanyar cada convidat i acaben tots dos borratxos. L'endemà el senyor Hilton, sentint-se culpable de no haver-se controlat, tem el moment en què es trobarà la seva dona fins que s'adona que ella tampoc ha sigut capaç de controlar-se.

## Repartiment
- Arthur V. Johnson (Mr. Hilton)
- Blanche Sweet (l'any nou)
- Marion Leonard (Mrs. Hilton)
- George Nichols (un amic)
- Linda Arvidson (criada)
- Frank Evans (convidat a la festa)
- James Kirkwood (convidat a la festa)
- Henry Lehrman (convidat a la festa)
- Jeanie MacPherson (convidada a la festa)
- W. Chrystie Miller (l'any vell)
- Anthony O'Sullivan (convidat a la festa)
- Gertrude Robinson (convidada a la festa)
- Paul Scardon (convidat a la festa)
- Mack Sennett (convidat a la festa)
- Henry B. Walthall (convidat a la festa)
- Dorothy West (convidada a la festa)